# بيت السودة (مبين)

تعديل مصدري - تعديل

بيت السودة هي إحدى قرى عزلة المراحبة بمديرية مبين التابعة لمحافظة حجة، بلغ تعداد سكانها 209 نسمة حسب تعداد اليمن لعام 2004.